# ゴヴァップ駅
ゴヴァップ駅（えき、ベトナム語：Ga Gò Vấp / 𥩤塸趿）はベトナム社会主義共和国のホーチミン市に位置する、ベトナム鉄道の駅。
2014年2月現在、公式WEBページ やサイゴン駅の料金表・時刻表掲示によれば普通列車の停車も料金掲示もない ことから、貨物駅もしくは休止中と考えられる。